# やのあんな
やの あんな（1991年10月30日 - ）は、日本のモデル、歌手。2019年3月よりAnna Yanoとして活動を開始した。

## 経歴
神奈川県出身。青山学院女子短期大学在学中に原宿でのスカウトをきっかけに、モデルの仕事を始める。青文字系ファッション雑誌の『mer』、『SEDA』、『Soup.』などで活動する他、国内外のイベントのファッションショーに出演している。原宿ファッションを中心に『KERA』、『ゴシック&ロリータバイブル』などでロリータ系も着こなし、青文字系雑誌以外に男性ファッション誌への出演もある。
2013年8月、シングル『Shape My Story』（「ステラ女学院高等科C3部」主題歌）をリリースし、歌手としての活動も開始する。2014年1月には音楽プロデューサーkzのソロプロジェクトlivetuneのシングルに「livetune adding やのあんな」として参加し、『オール・オーヴァー』（「魔法少女大戦」主題歌）を歌う。同曲はkzがさまざまなゲストボーカルを迎える「livetune addingシリーズ」の集大成となるアルバム『と』にFukase（SEKAI NO OWARI）、鬼龍院翔（ゴールデンボンバー）他による歌唱曲とともに収録された。
2015年10月にはkzとライブ・ユニット「livetune+」を結成、11月に行われたデビュー・ライブで『Milky Rally』（パペットアニメ「MILPOM★」（みるぽん）主題歌）他を演奏する。同曲はワーナーミュージック・ジャパン系列「unBORDE（アンボルデ）」レーベルの設立5周年記念アルバム『Feel + unBORDE GREATEST HITS』（2016年3月リリース）にきゃりーぱみゅぱみゅ、ゲスの極み乙女。他の曲と共に収録される。同年5月にlivetune+として最初の EP『Sweet Clapper』（表題曲や「Milky Rally」など7曲を収録）をリリースする。
やのは神奈川県立港北高等学校在校中に軽音楽部のバンドでボーカルとギターを担当するなど、当初から音楽への意識が強く、音楽系アーティストも擁する事務所（アソビシステム）にモデルとして入った後は、音楽活動へのアピールも続けたという。
2014年より、テレビ番組『Kawaii Asia』に出演、ラジオ番組にも定期、不定期に出演している。2015年5月には「カワエロ」をコンセプトとする写真集『やのあんな MADE in HARAJUKU VOL.1』が刊行される。
また2014年以降、アソビシステムが展開する「もしもしにっぽんプロジェクト」の一環として、Japan Expo（フランス）、HYPER JAPAN（イギリス）、SUPER GiRLS EXPO（台湾）、J-POP SUMMIT（アメリカ）や、タイ、ベトナム、ミャンマーのイベントでのファッションショー、ライブコンサートにモデル、アーティストとして出演している。ファッション、音楽とともにアニメへの関心も非常に高く、「アニメ×原宿KAWAii」アイコンとして日本のポップカルチャーをグローバルにアピールしている。
2018年第一子を出産。
2019年３月より独立。個人的に活動を始めた。

## 写真集
- やのあんな MADE in HARAJUKU VOL.1（2015年3月28日、撮影：米原康正）

## ディスコグラフィー

### シングル
- Shape My Story（2013年8月7日、ポニーキャニオン）
- So So（2019年3月）
- Summer Time feat. Anna Yano by Night Tempo（2019年4月）

## 出演

### テレビ番組
- 音龍門（2013年1月9日、日本テレビ）
- Kawaii JAPAN-da!!（2014年10月3日〈前番組Kawaii Asiaから〉- 2019年3月15日、毎日放送・スペースシャワーTV）
- 魔法少女大戦（2015年5月 、TOKYO MX、BS11）- 声優
- SENSORS（2016年3月6日、日本テレビ）
- 実写版ドラマ 咲-Saki-阿知賀編 episode of side-A（2017年12月3日‐、MBS / 2017年12月5日‐、TBS） - 新子望 役
- 実写版ドラマ 咲-Saki-阿知賀編 episode of side-A 特別編（2018年1月7日、MBS / 2018年1月9日、TBS） - 新子望 役

### ラジオ番組
- SPARK（TUESDAY -livetune）（2015年12月16日 - 2016年9月27日 、J-WAVE）- 「それゆけ！やのあんな！」コーナー
- ネッツトヨタ神奈川 presents ドライビンググルメ　(2019年1月6日-、Fm yokohama）

### 映画
- 実写版 咲-Saki-阿知賀編 episode of side-A（2018年1月20日公開、プレシディオ） - 新子望 役

### インターネット放送
- MILPOM★（みるぽん）（2015年9月5日 - 、バンダイナムコピクチャーズ他）- CACAO 役（声優）